# Krzymów (gemeente)
De gemeente Krzymów is een landgemeente in het Poolse woiwodschap Groot-Polen, in powiat Koniński.
De zetel van de gemeente is in Krzymów.
Op 30 juni 2004 telde de gemeente 7018 inwoners.

## Oppervlakte gegevens
In 2002 bedroeg de totale oppervlakte van gemeente Krzymów 92,68 km², waarvan:
- agrarisch gebied: 67%
- bossen: 24%

De gemeente beslaat 5,87% van de totale oppervlakte van de powiat.

## Demografie
Stand op 30 juni 2004:
| Omschrijving                   | Totaal | Totaal | Vrouwen | Vrouwen | Mannen | Mannen |
| ------------------------------ | ------ | ------ | ------- | ------- | ------ | ------ |
| eenheid                        | aantal | %      | aantal  | %       | aantal | %      |
| inwoners                       | 7018   | 100    | 3584    | 51,1    | 3434   | 48,9   |
| bevolkingsdichtheid (inw./km²) | 75,7   | 75,7   | 38,7    | 38,7    | 37,1   | 37,1   |

In 2002 bedroeg het gemiddelde inkomen per inwoner 1299,83 zł.

## Administratieve plaatsen (sołectwo)
Adamów, Borowo, Brzezińskie Holendry, Brzeźno, Drążno, Drążeń, Genowefa, Głodno, Ignacew, Kałek, Krzymów, Nowe Paprockie Holendry, Paprotnia, Piersk, Potażniki, Rożek, Smolnik, Stare Paprockie Holendry, Szczepidło, Teresina, Zalesie.

## Aangrenzende gemeenten
Konin, Kościelec, Kramsk, Stare Miasto, Tuliszków, Władysławów